# Colecționare

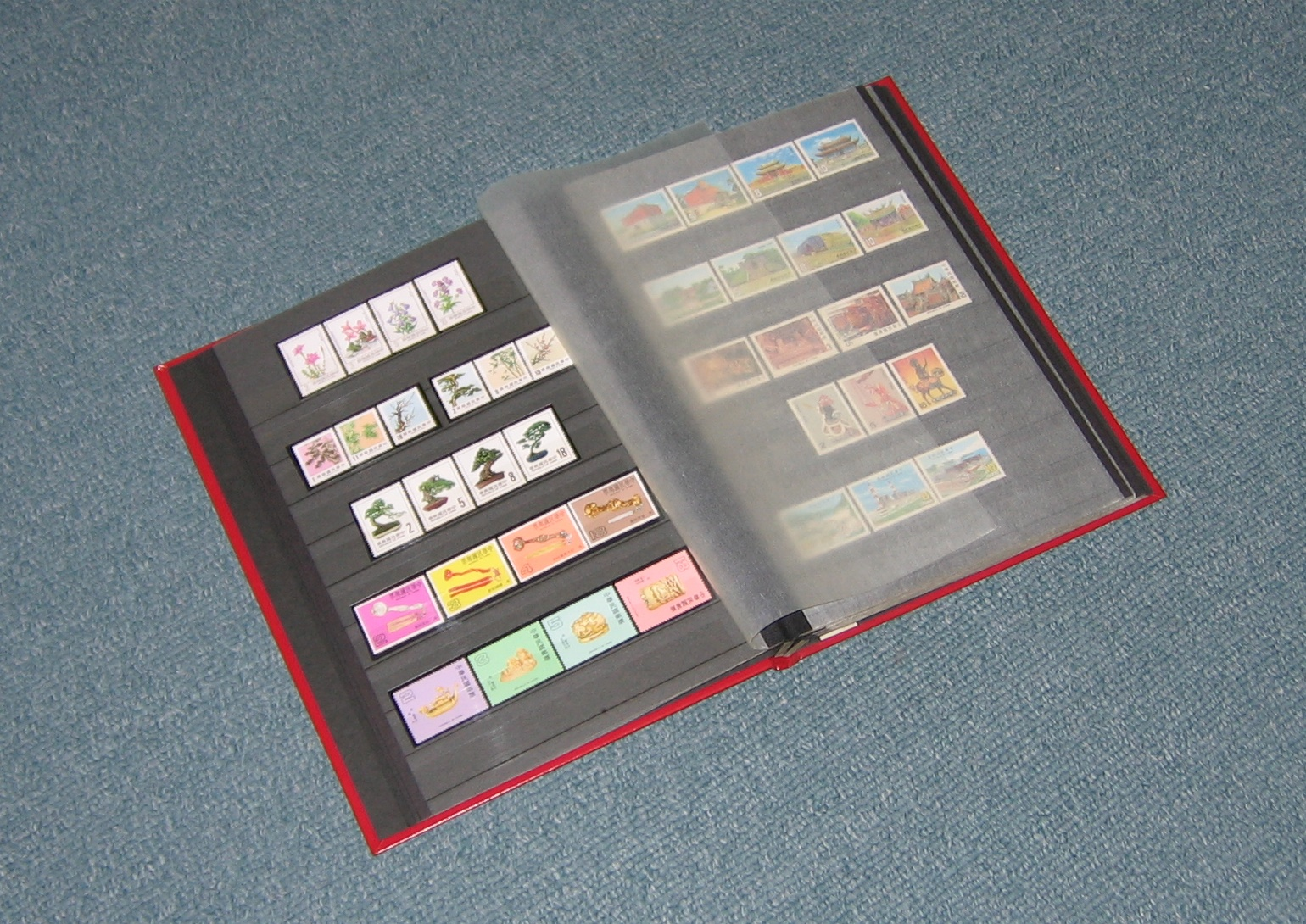
Album filatelic folosit pentru colecţionarea timbrelor

Colecționarea este un hobby care presupune achiziția, organizarea, catalogarea, depozitarea, expunerea și păstrarea oricăror obiecte care îi interesează pe colecționari.